# Fenestraja
Genre
Fenestraja est un genre de raies de la famille des Rajidae.

## Distribution
Les membres de ce genre se rencontrent dans le golfe du Mexique, sur les côtes de Madagascar ou dans l'Atlantique Nord-Ouest.

## Liste des espèces
Selon World Register of Marine Species (27 déc. 2010) :
- Fenestraja atripinna (Bigelow & Schroeder, 1950)
- Fenestraja cubensis (Bigelow & Schroeder, 1950)
- Fenestraja ishiyamai (Bigelow & Schroeder, 1962)
- Fenestraja maceachrani (Séret, 1989)
- Fenestraja mamillidens (Alcock, 1889)
- Fenestraja plutonia (Garman, 1881)
- Fenestraja sibogae (Weber, 1913)
- Fenestraja sinusmexicanus (Bigelow & Schroeder, 1950)